# Liste der Rektoren und Präsidenten der Freien Universität Berlin
Die Liste der Rektoren der Freien Universität Berlin führt alle Personen auf, die seit der Gründung 1948 das Amt des Rektors bzw. seit 1969 des Präsidenten der Freien Universität Berlin ausgeübt haben.

## 20. Jahrhundert
| Name                                | von  | bis  |
| ----------------------------------- | ---- | ---- |
| Friedrich Meinecke                  | 1948 | 1949 |
| Edwin Redslob                       | 1949 | 1950 |
| Hans Freiherr Kreß von Kressenstein | 1950 | 1952 |
| Georg Rohde                         | 1953 | 1953 |
| Ernst Eduard Hirsch                 | 1953 | 1955 |
| Andreas Paulsen                     | 1955 | 1957 |
| Gerhard Schenck                     | 1957 | 1959 |
| Eduard Neumann                      | 1959 | 1961 |
| Ernst Heinitz                       | 1961 | 1963 |
| Herbert Lüers                       | 1963 | 1965 |
| Hans-Joachim Lieber                 | 1965 | 1967 |
| Ewald Harndt                        | 1967 | 1969 |
| Rolf Kreibich                       | 1969 | 1976 |
| Eberhard Lämmert                    | 1976 | 1983 |
| Dieter Heckelmann                   | 1983 | 1991 |
| Johann Wilhelm Gerlach              | 1991 | 1999 |
| Peter Gaehtgens                     | 1999 | 2003 |

## 21. Jahrhundert
| Name            | von  | bis  |
| --------------- | ---- | ---- |
| Dieter Lenzen   | 2003 | 2010 |
| Peter-André Alt | 2010 | 2018 |
| Günter Ziegler  | 2018 |      |